# Ахмед аль-Сенуссі
Принц Ахмед Аль-Зубайр аль-Сенуссі, також відомий як Зубейр Ахмед Ель-Шаріф, (араб. أحمد الزبير الشريف السنوسي) (нар. 1933)  — лівійський політик, політв'язень, член королівської династії Сенуссі. Перебував в ув'язнені 31 рік.

## Біографія
Ахмед аль-Сенуссі є племінником Ідріса I, єдиного короля Лівії, і був названий на честь свого діда Ахмеда Шаріфа ас-Сенуссі. Закінчив Військову академію Іраку в 1958 року. У 1961 році він одружився зі Фатілою.
У 1969 році Муамар Каддафі захопив владу в Лівії в результаті військового перевороту. Разом зі своїм братом Ахмед аль-Сенуссі прагнув замінити уряд Каддафі і дати народу шанс вибирати між монархією чи конституційною республікою. У 1970 році його заарештували і засудили до смертної кари; однак у 1988 році його вирок було замінено додатковими тюремними ув'язненнями. Перші дев'ять років покарання він пробув в одиночній камері. Після того, як його випустили з одиночної камери, він перебував у камері з численними іншими в'язнями, включаючи Омаром Ель-Харірі . Після переведення у в'язницю Абу Салім у 1984 році він дізнався, що його дружина померла. Він отримав помилування на 32-у річницю приходу Каддафі до влади у 2001 році і отримав компенсацію 131 000 лівійських динарів (107 300 доларів США) та щомісячну пенсію в розмірі 400 лівійських динарів (314,62 доларів США).
27 жовтня 2011 року Європарламент нагородив його разом із ще чотирма арабами премією Сахарова за свободу думки.
6 березня 2012 року Ахмед аль-Сенуссі був оголошений лідером самопроголошеної Перехідної ради Киренаїки.